# Biserica de lemn din Rovina

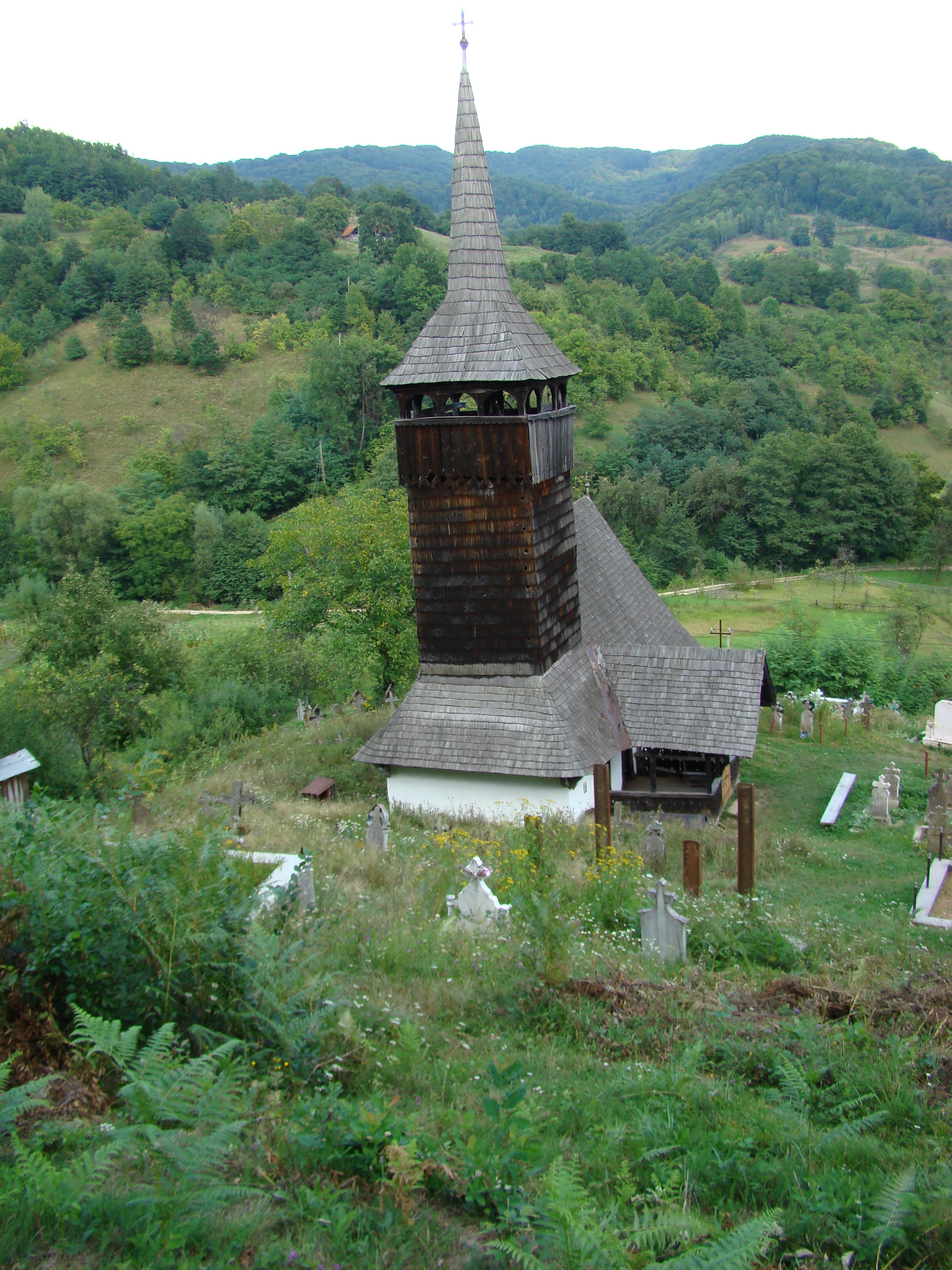
Biserica de lemn „Înălţarea Sfintei Cruci” din Rovina, comuna Bucureșci, județul Hunedoara, foto: august 2009.

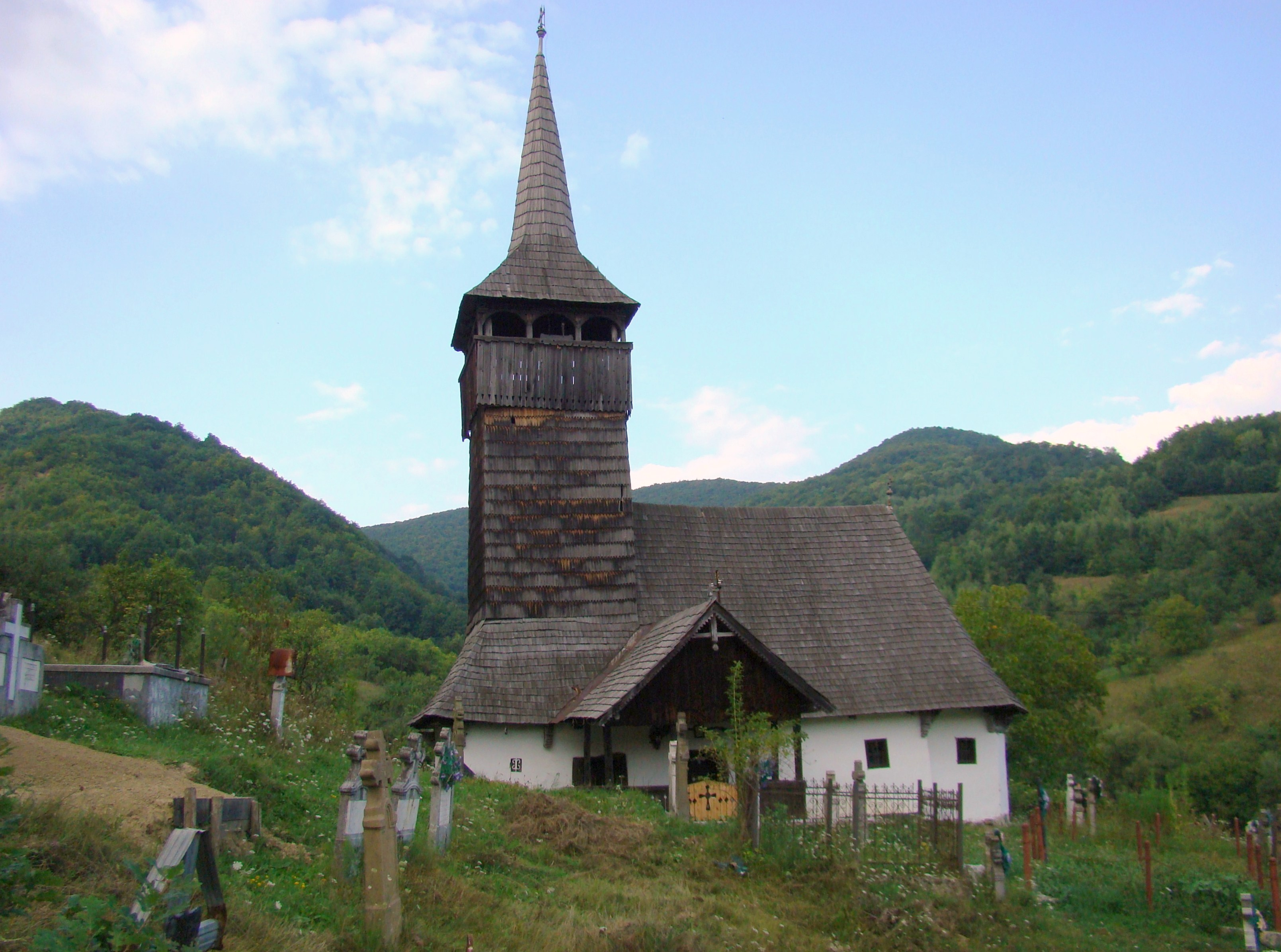
Biserica (sud)

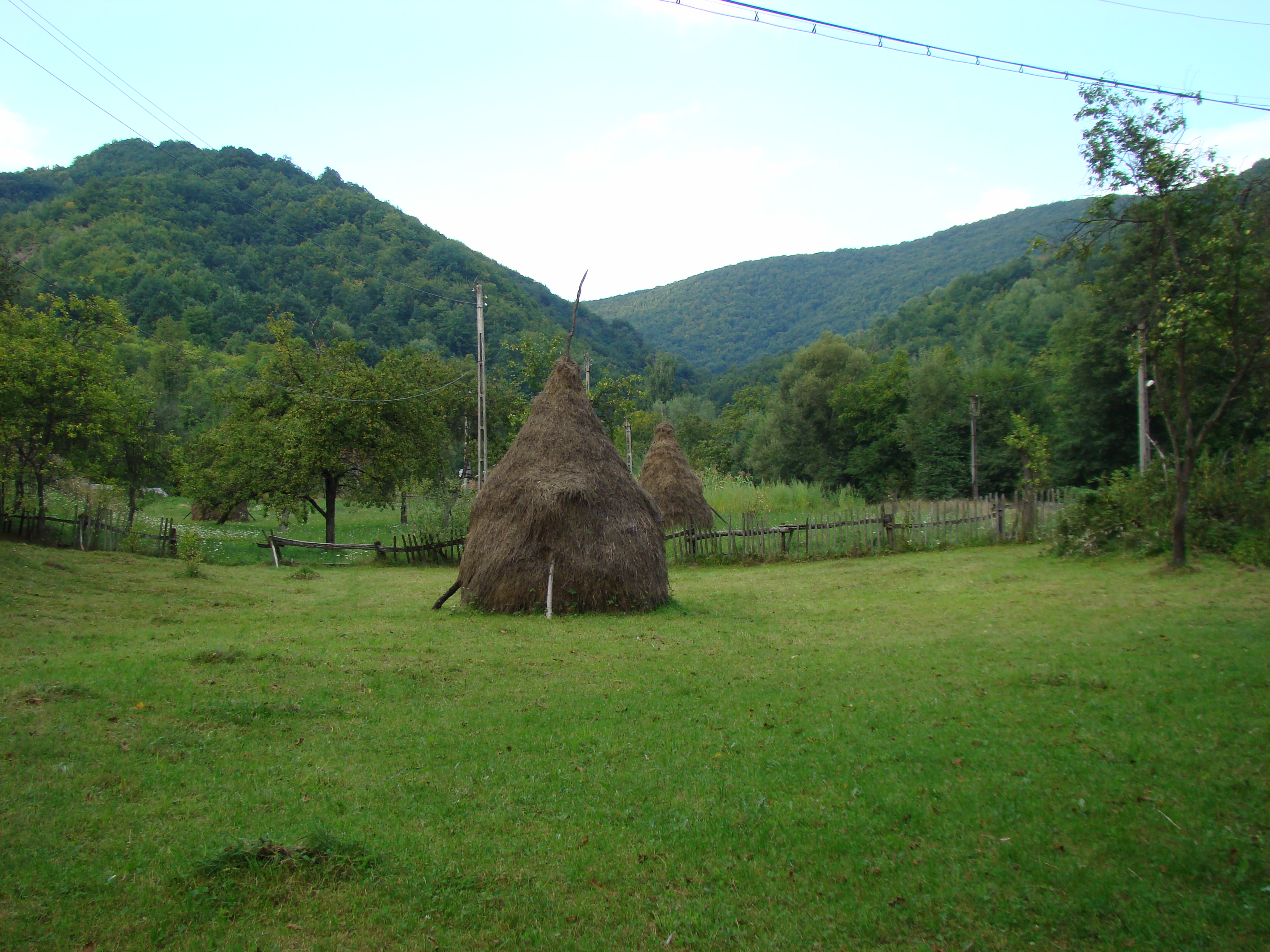
Împrejurimi

Biserica de lemn din Rovina, comuna Bucureșci, județul Hunedoara a fost construită în anul 1780. Are hramul „Înălțarea Sfintei Cruci”. Figurează pe lista monumentelor istorice, cod LMI HD-II-m-A-03436.

## Istoric și trăsături
Biserica a fost construită în anul 1780 din bârne de stejar. Bârnele din pereți au fost cioplite din bardă, lăsând între ele multe spații libere care au necesitat tencuirea pereților în exterior.
Biserica este de tip sală, având o împărțire tipică: pronaos, naos, altar. Primele două spații au intrări directe din exterior prin uși joase, ce permit intrarea în edificiul de cult numai cu capul aplecat. Prima cameră e destinată femeilor, iar cea de-a doua, în imediata apropiere a zonei altarului, e destinată bărbaților. În biserica bărbaților a existat un cor ce ulterior a fost dărâmat, astfel biserica devenind mai spațioasă și mai luminată. Biserica a fost inițial acoperită cu șindrilă ce treptat s-a deteriorat; în anul 1927 turnul a fost acoperit cu tablă, iar în 1965 și navei i-a fost schimbată învelitoarea.
Din cauza tasării pământului în partea de vest a bisericii, în zona turnului, acesta s-a înclinat spre nord. În anii 1960-1961 s-a făcut o primă campanie de restaurare și conservare ce a cuprins: refacerea verticalității turnului, înlocuirea completă a tencuielii, înlocuirea învelitoarei de tablă cu una de șindrilă, construirea unui zid de sprijin în partea de vest.
Mobilierul este original, precum și o serie de obiecte de cult valoroase. Deteriorat astăzi, registrul împărătesc al tâmplei este opera unui zugrav format în atmosfera artistică brâncovenească sud-carpatică; iconostasul a fost renovat în secolul al XIX-lea. Decorul inițial, păstrat fragmentar din pricina văruirii suprafeței interioare a bârnelor, este asociat cu penelul zugravului Ioan Cuc din Lupșa (județul Alba). În 1919 ansamblul a fost supus intervenției pictorului George Zimon Pop.
Harta iosefină a Transilvaniei (1769-1773) menționează lăcașul în dreptul localității “Felso Bucuresd” (Bucureșcii de Sus); în conscripțiile anilor 1805 și 1829-1831 figurează la “Bukurest” sau “Bukuresty”. Din motive necunoscute, recensămintele secolului al XIX-lea nu-I atestă prezența.
Biserica a fost mutată de pe un deal alăturat pe locul pe care se află în prezent, putând fi observate în elementele structurale de lemn fostele decroșuri de îmbinări. Cu puțin timp în urmă biserica a fost trăsnită, paratrăsnetul dovedindu-se ineficient. Astfel biserica a fost cuprinsă de flăcări la interior; incendiul fiind depistat la timp, avariile au fost minore. A fost afectat peretele dintre naos și pronaos, iar o cruce de lemn aflată pe acest perete a fost ocolită de flăcări și de fum, rămânând intactă.

## Imagini din exterior

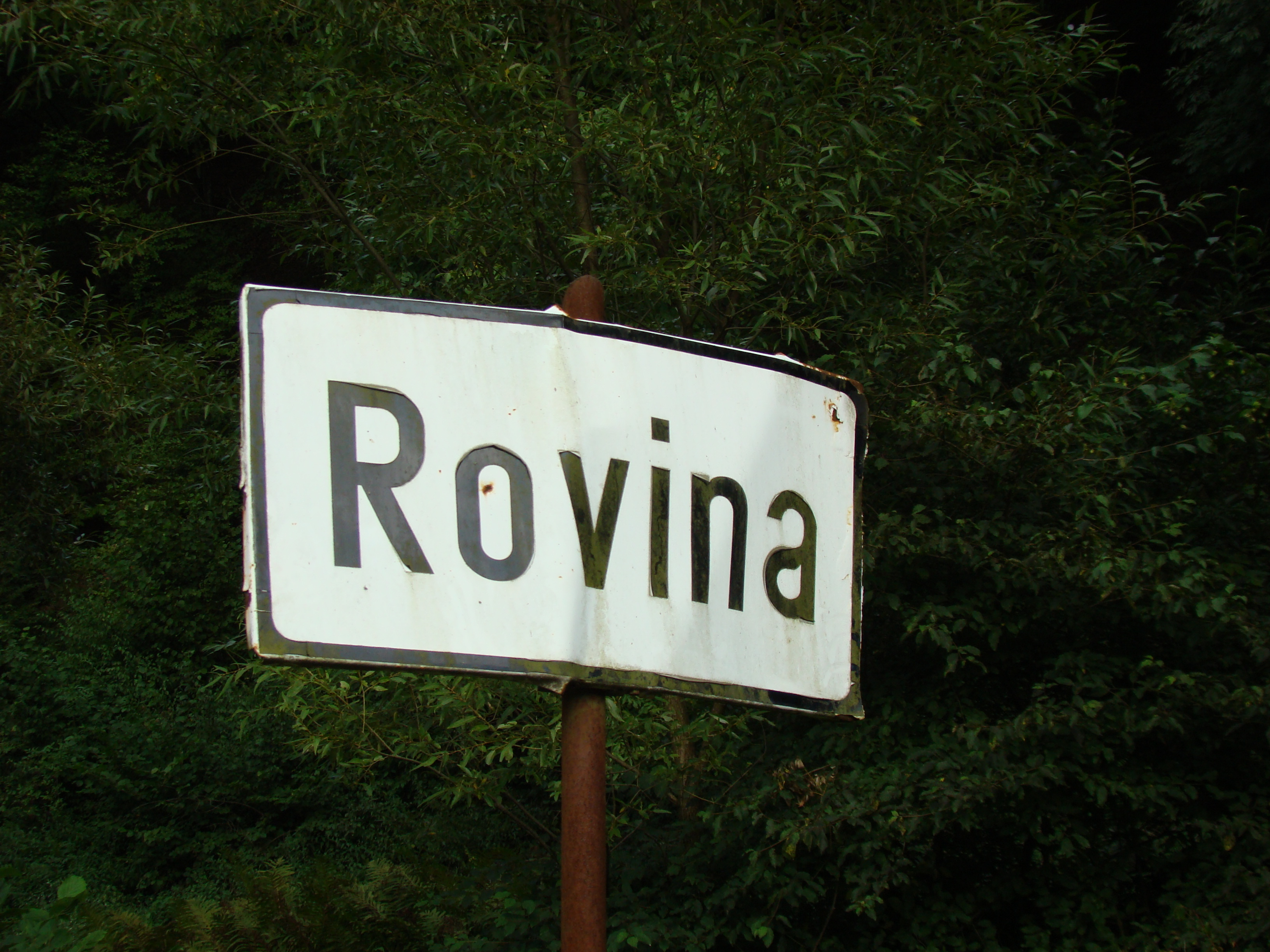
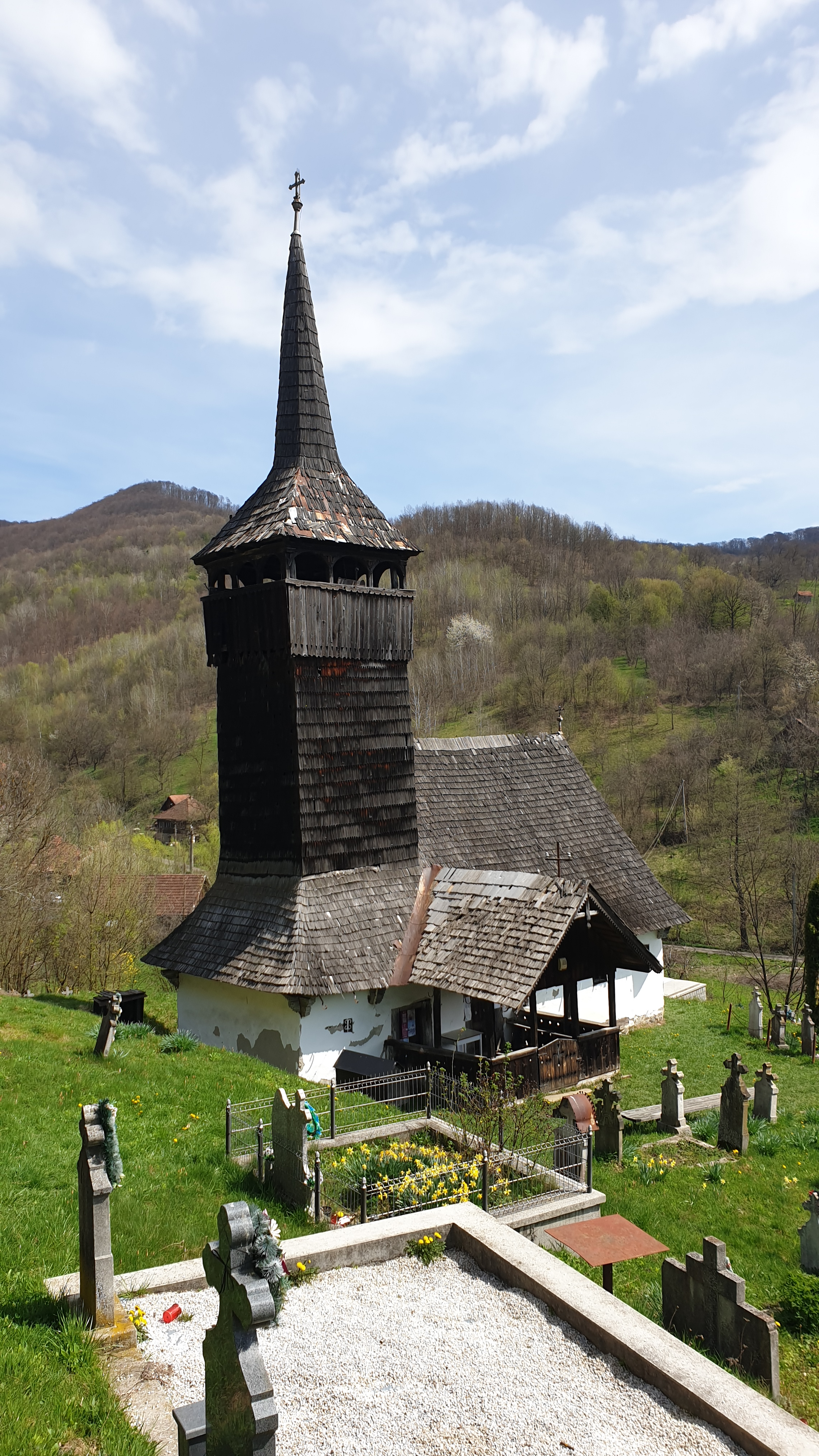
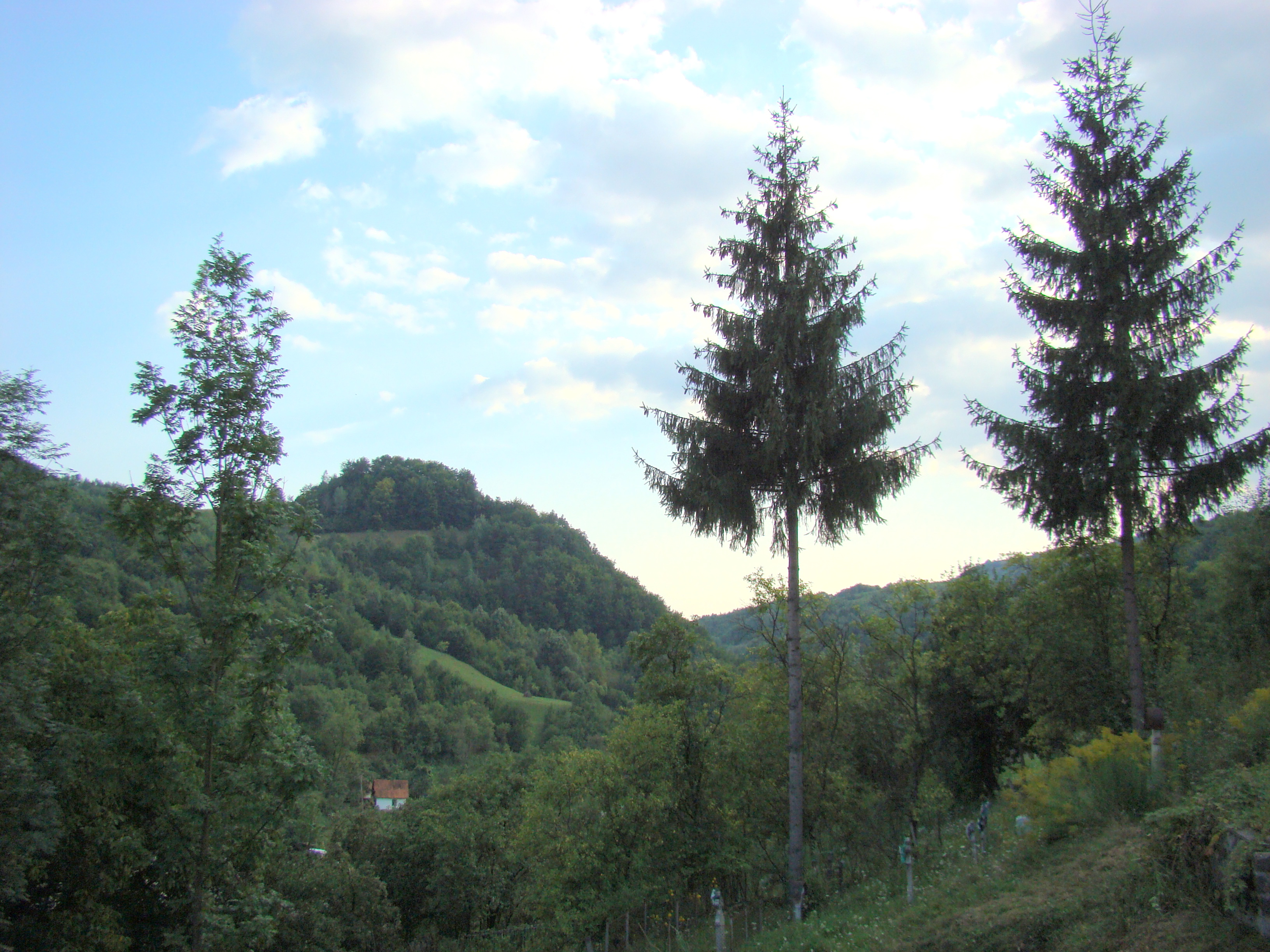
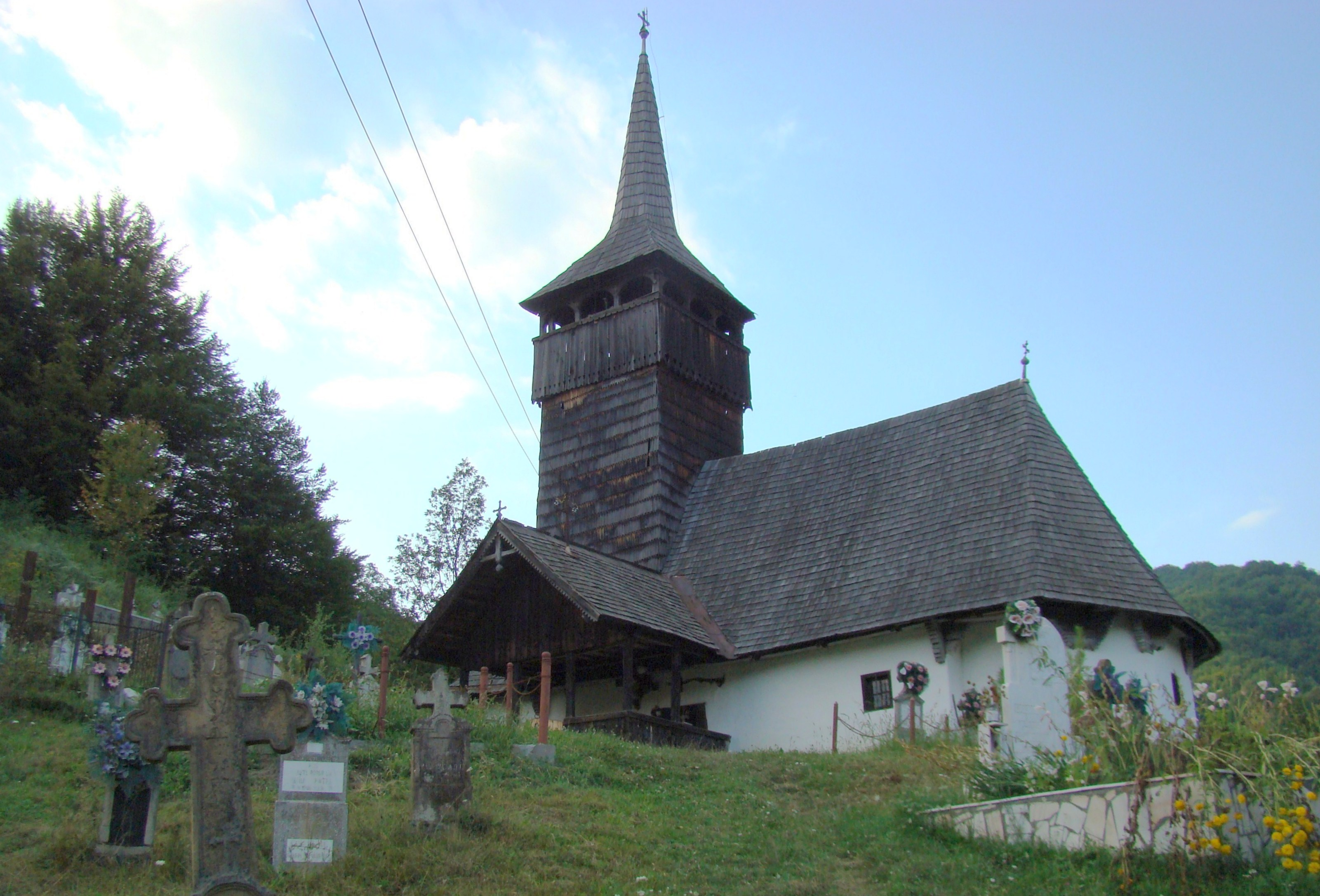
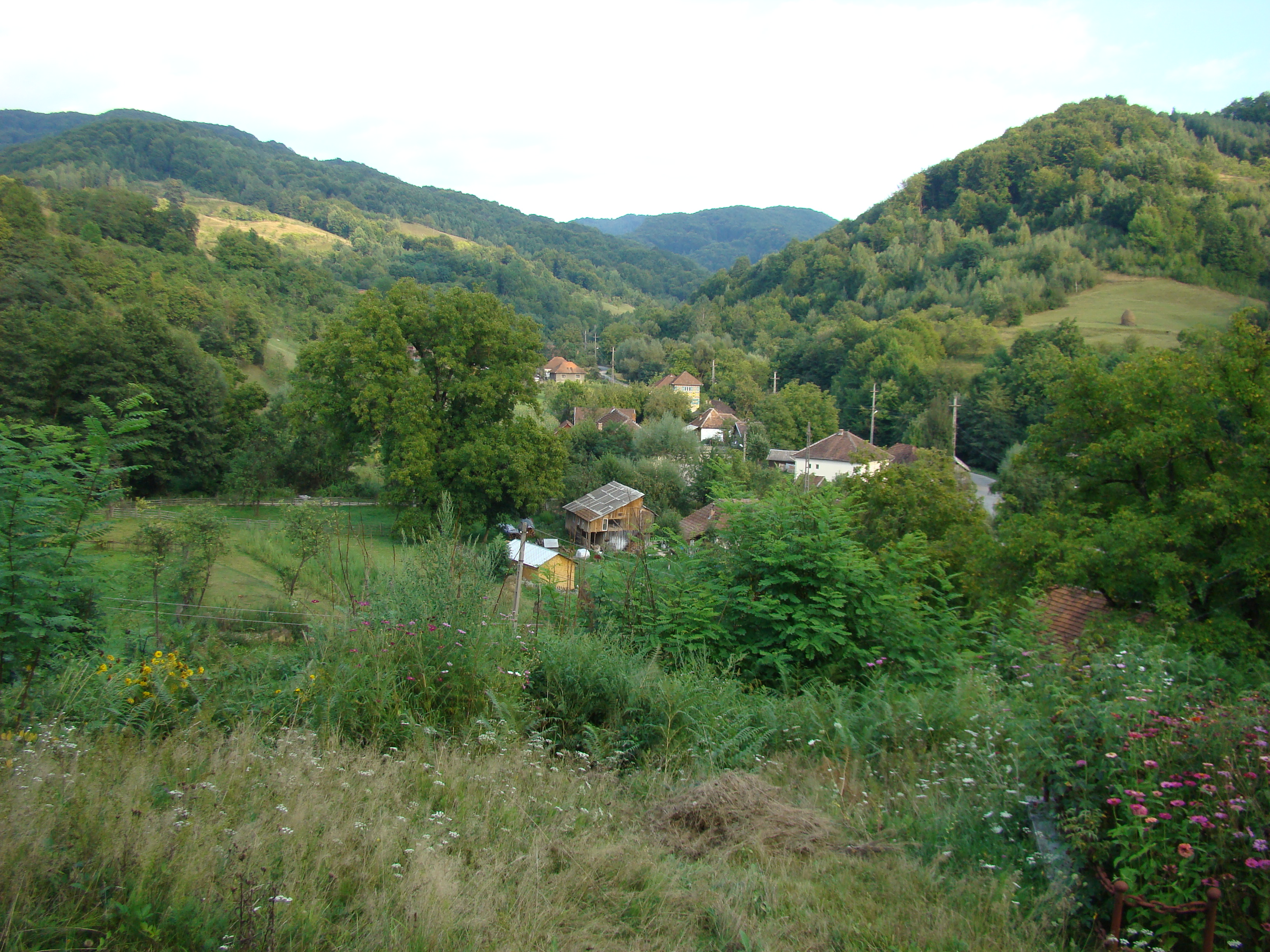
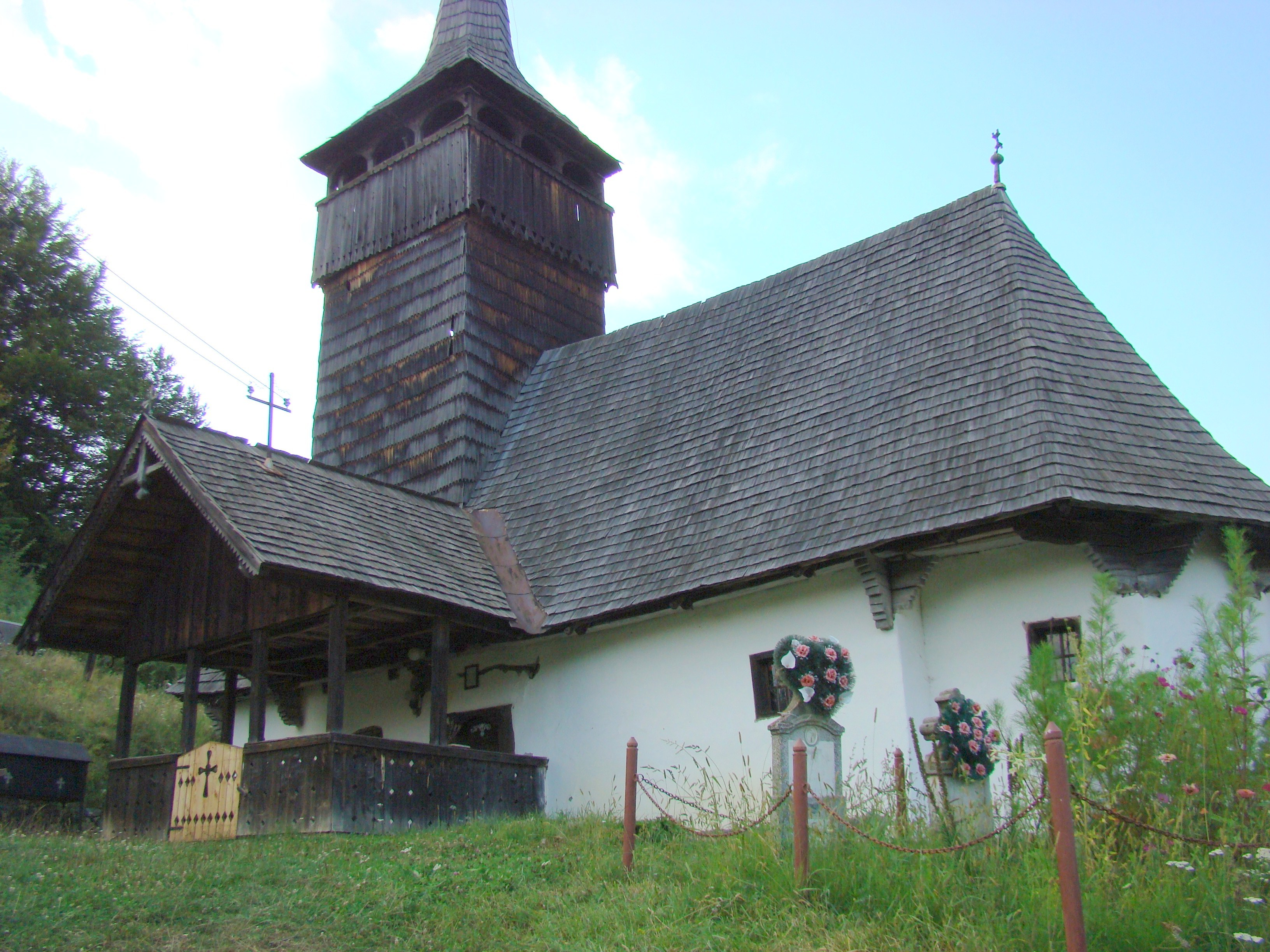
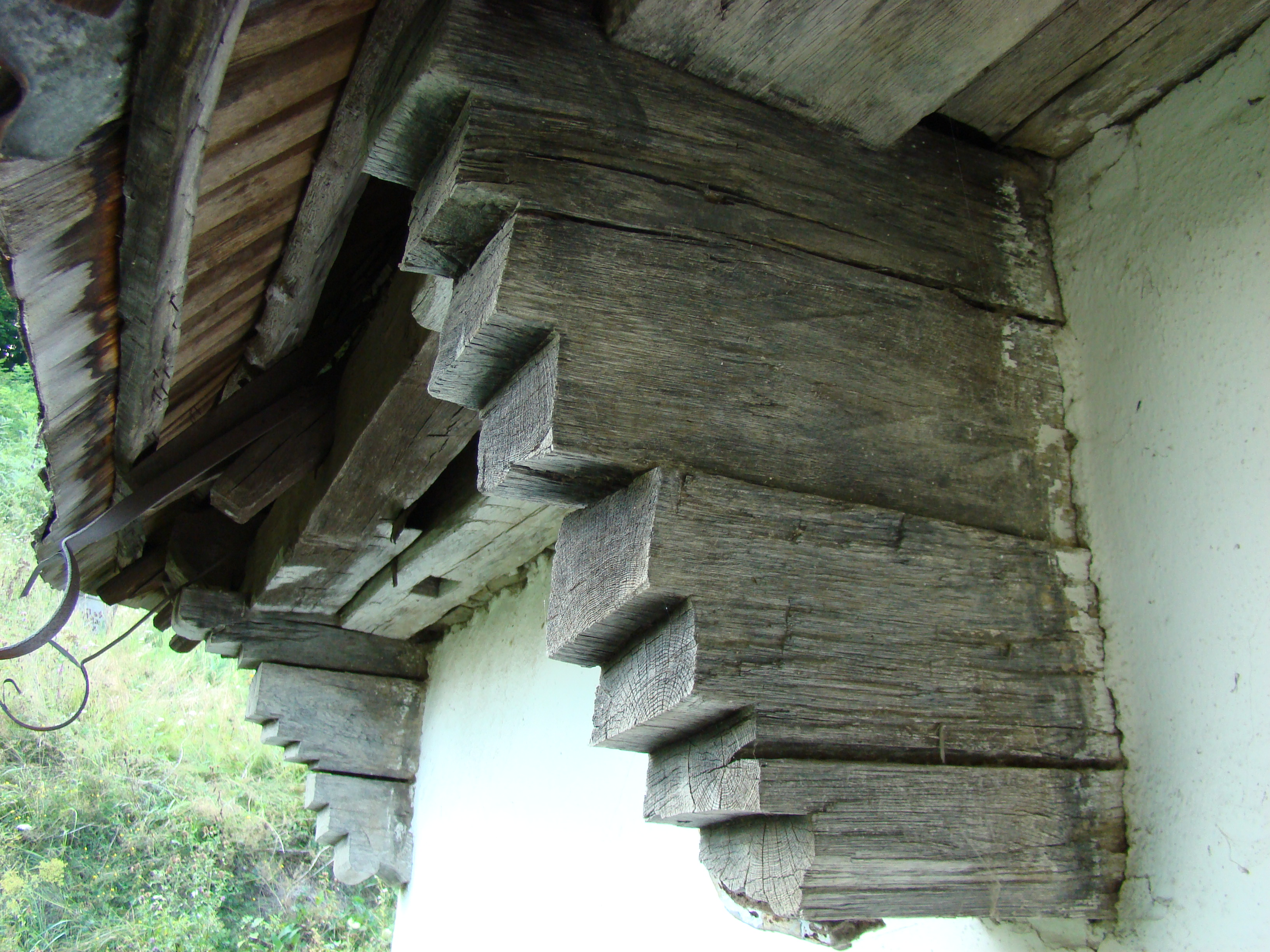
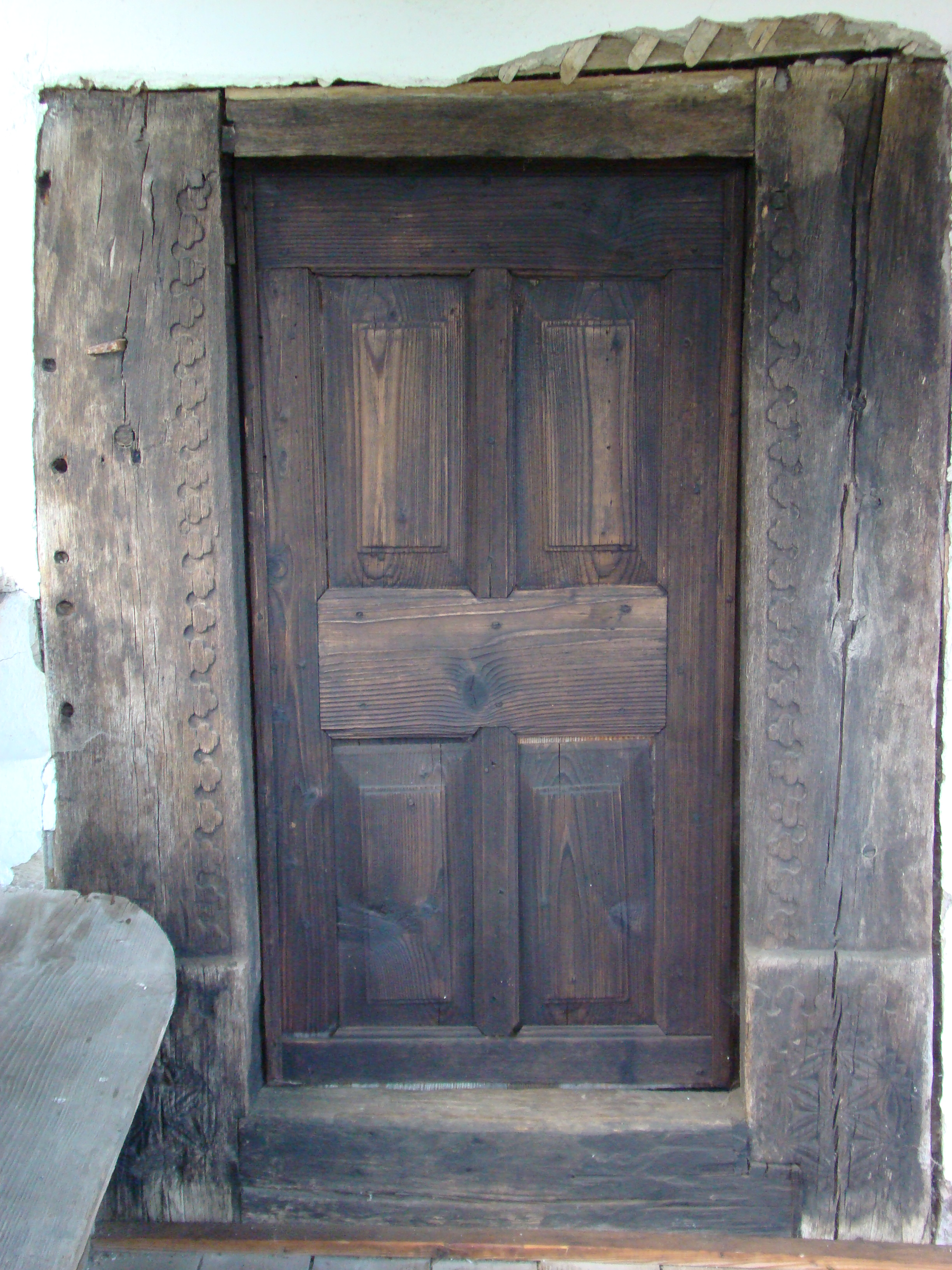
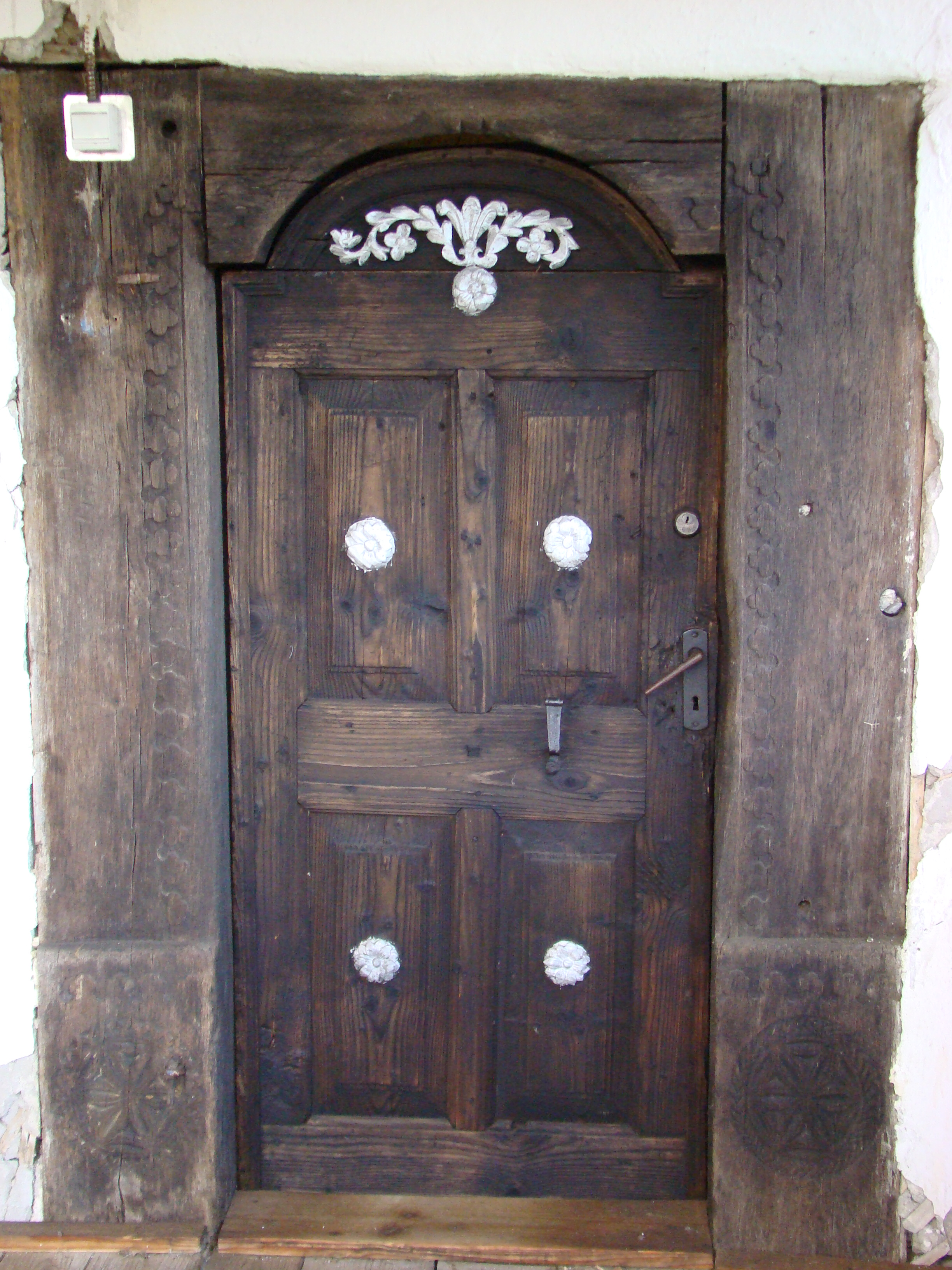
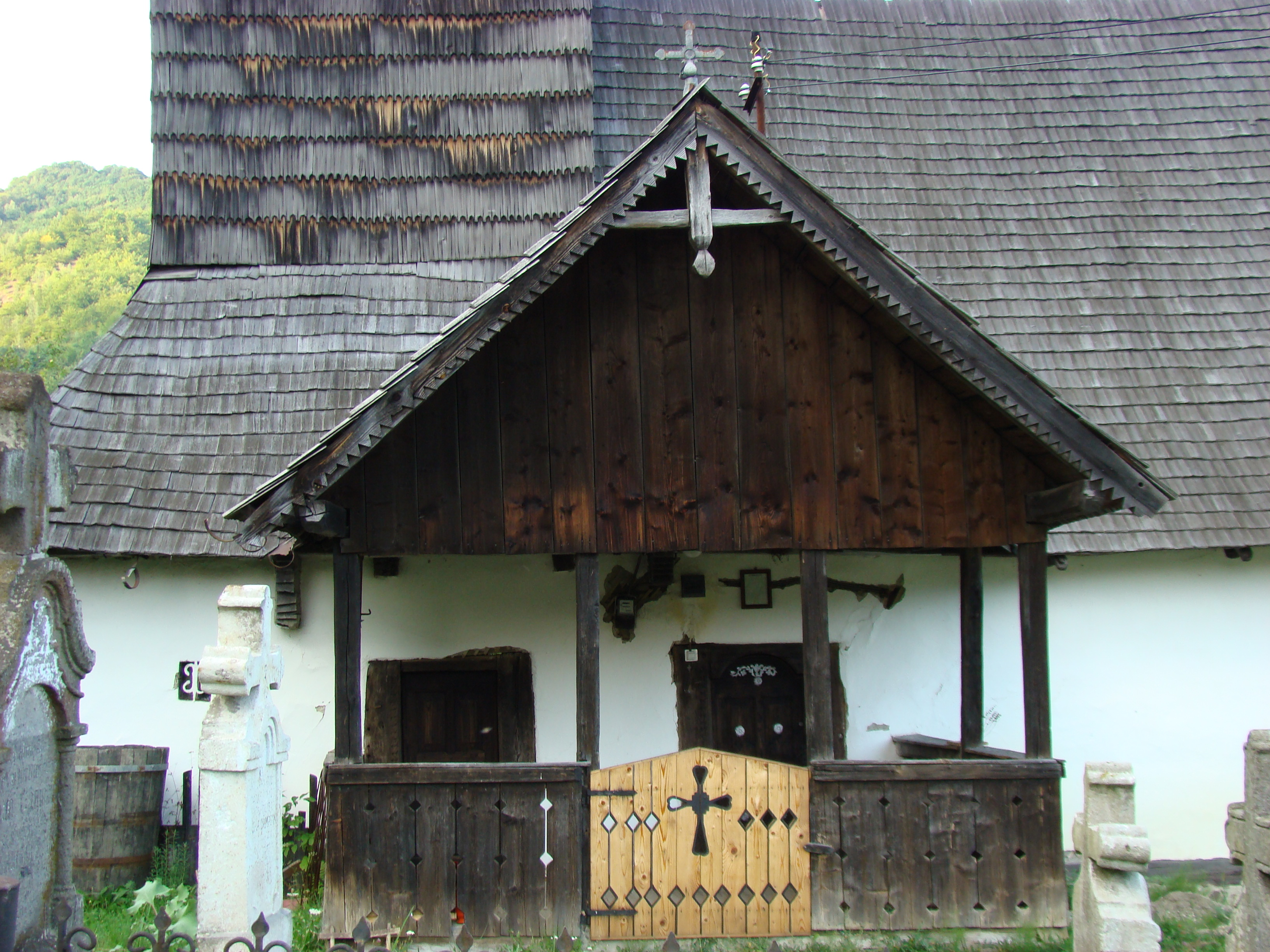
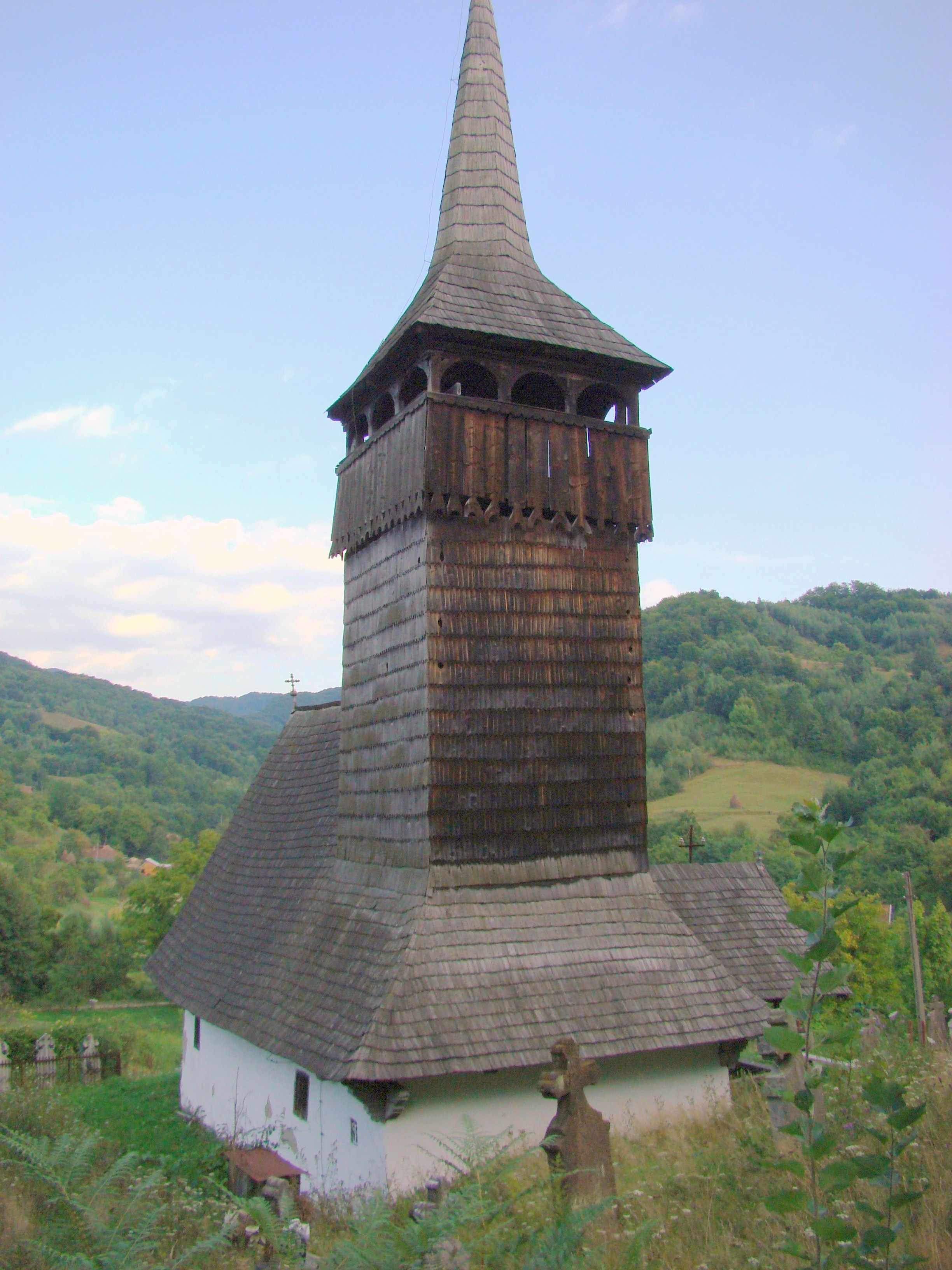
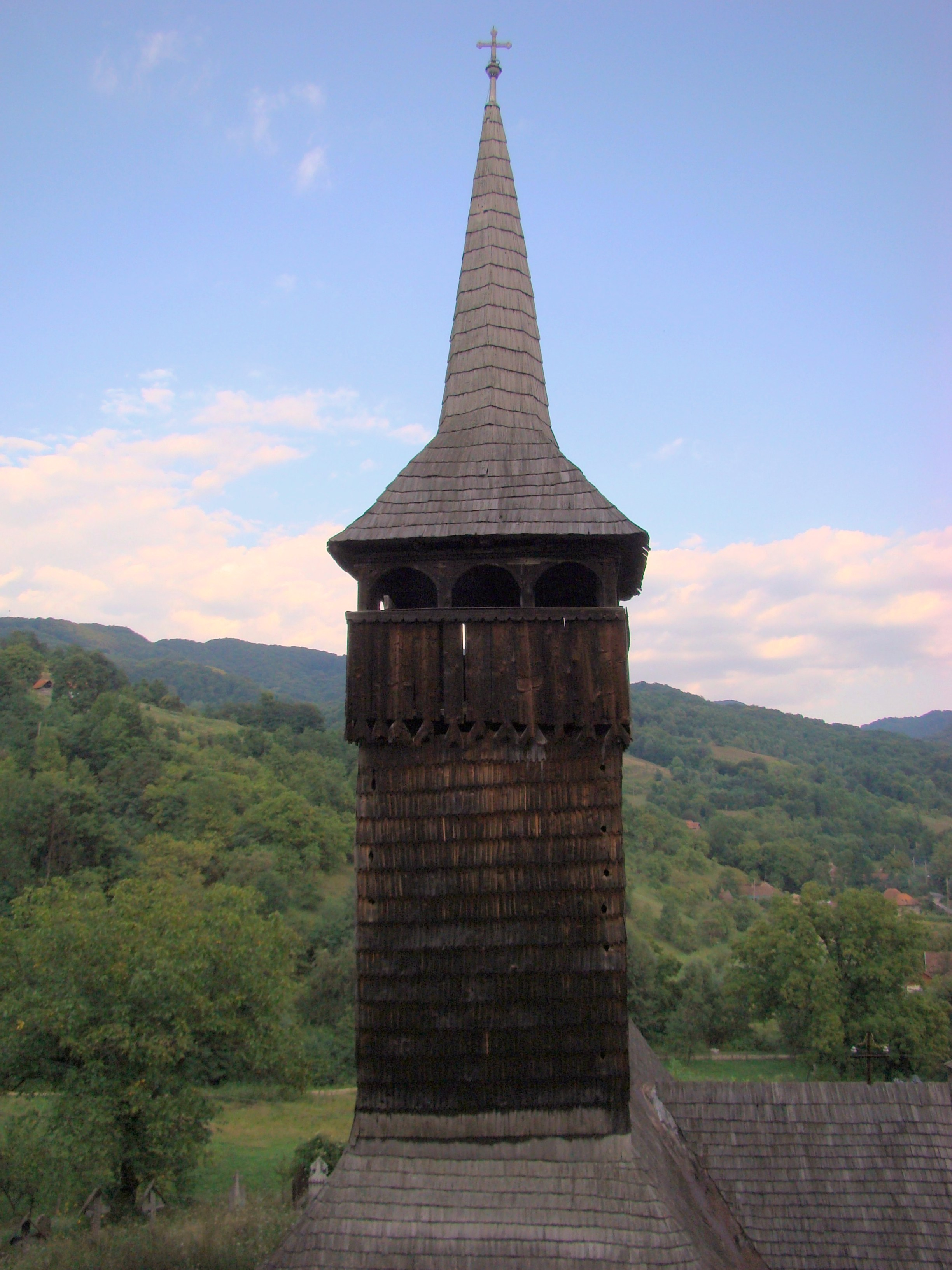
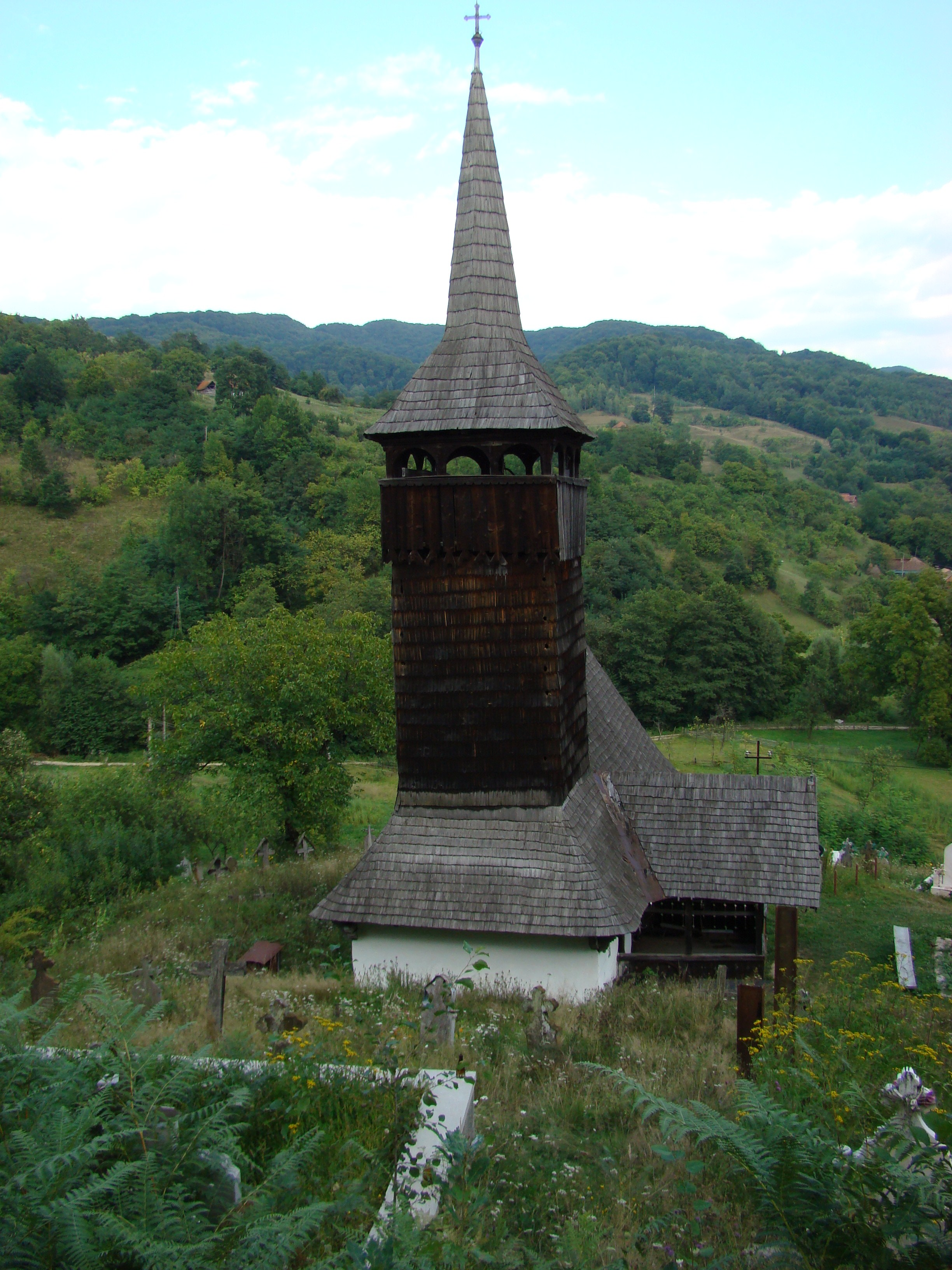
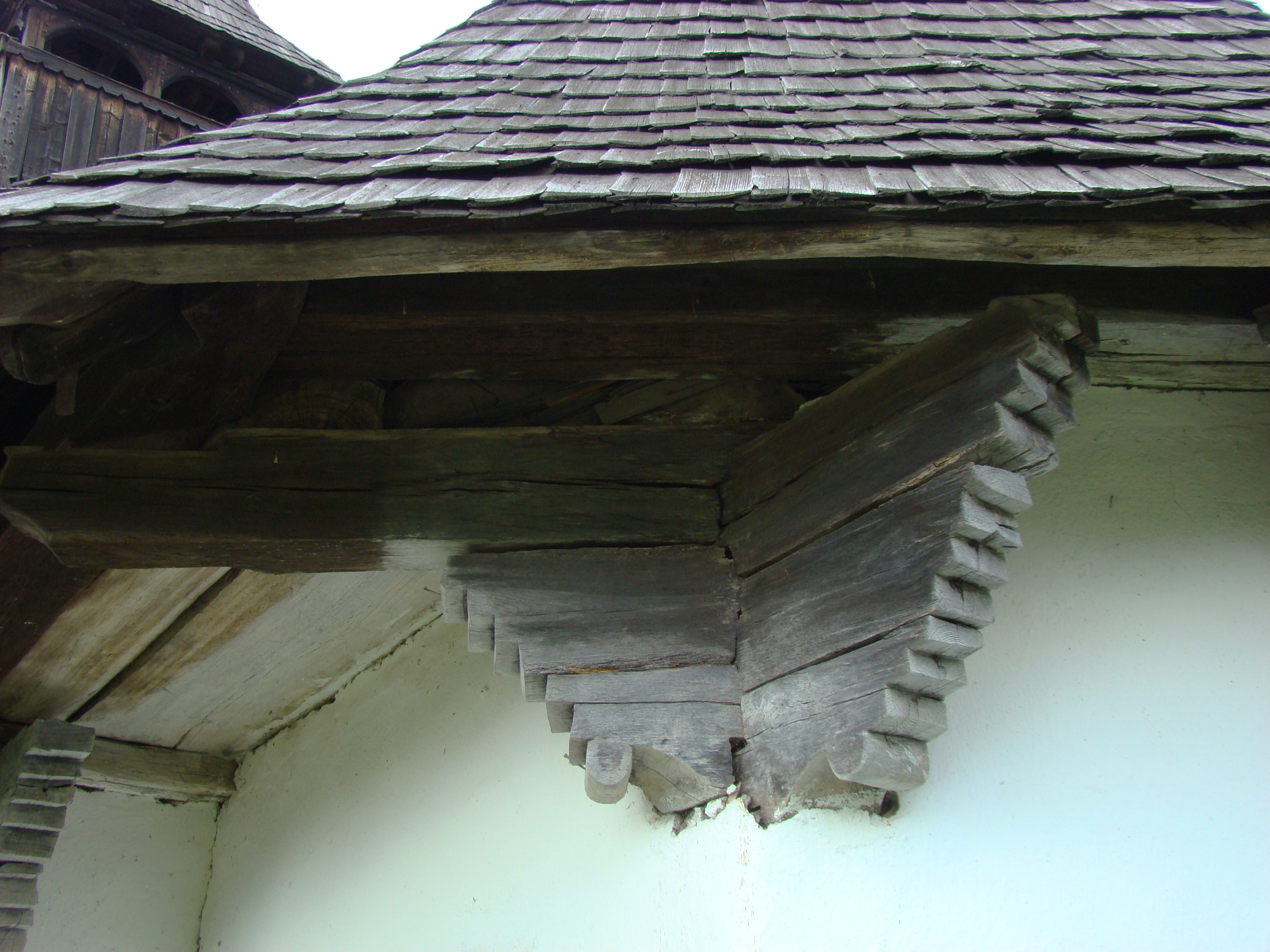
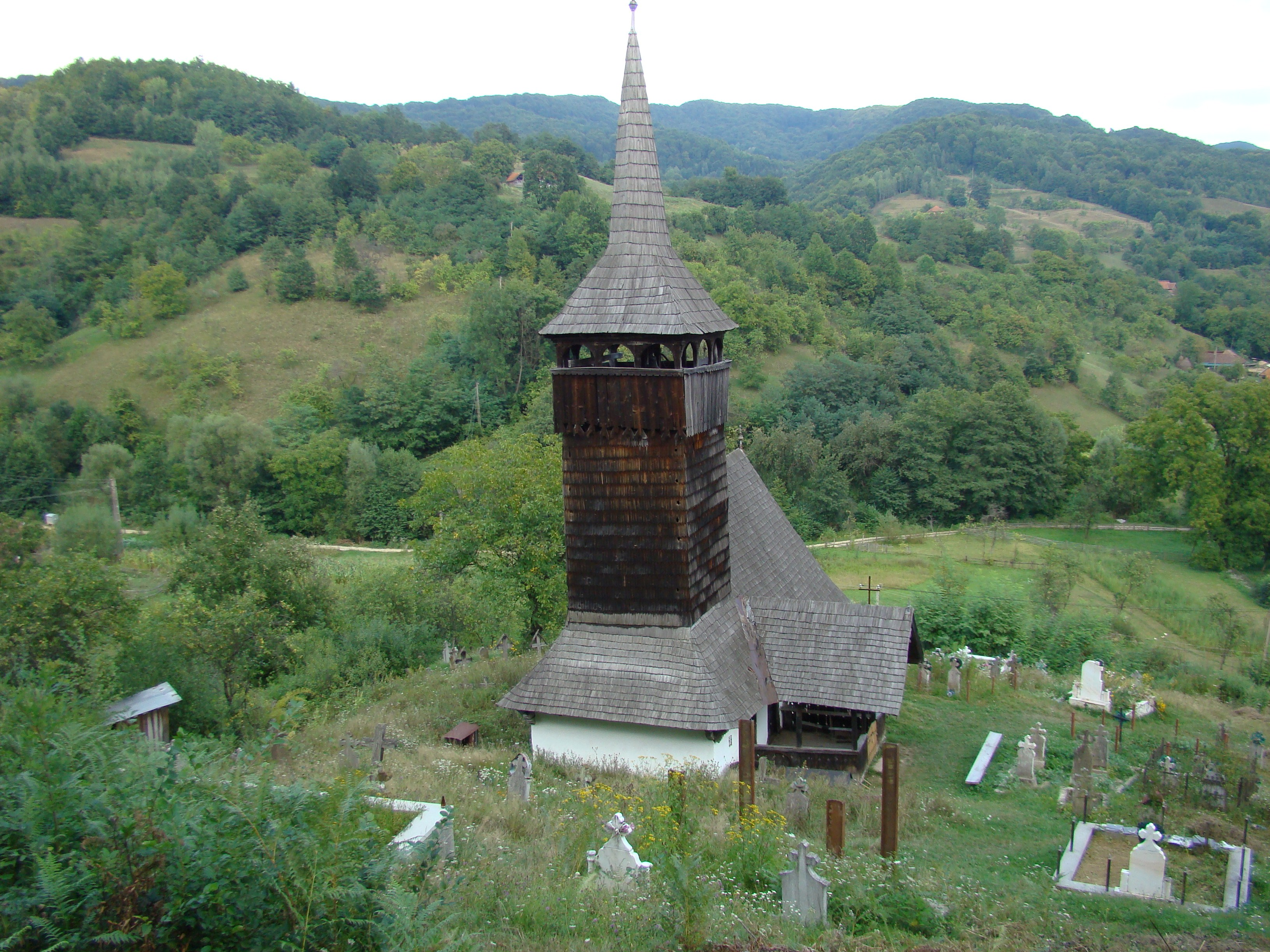
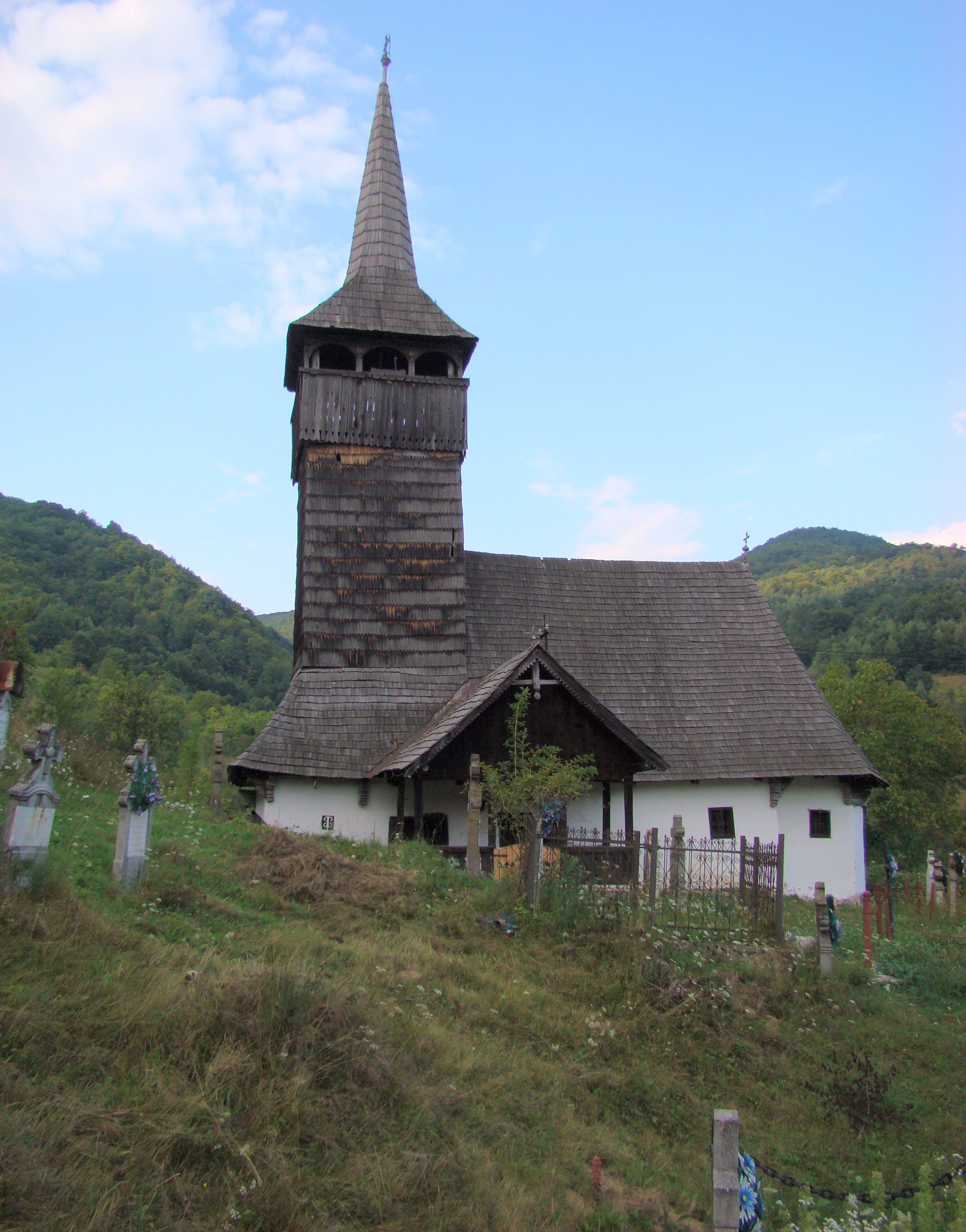
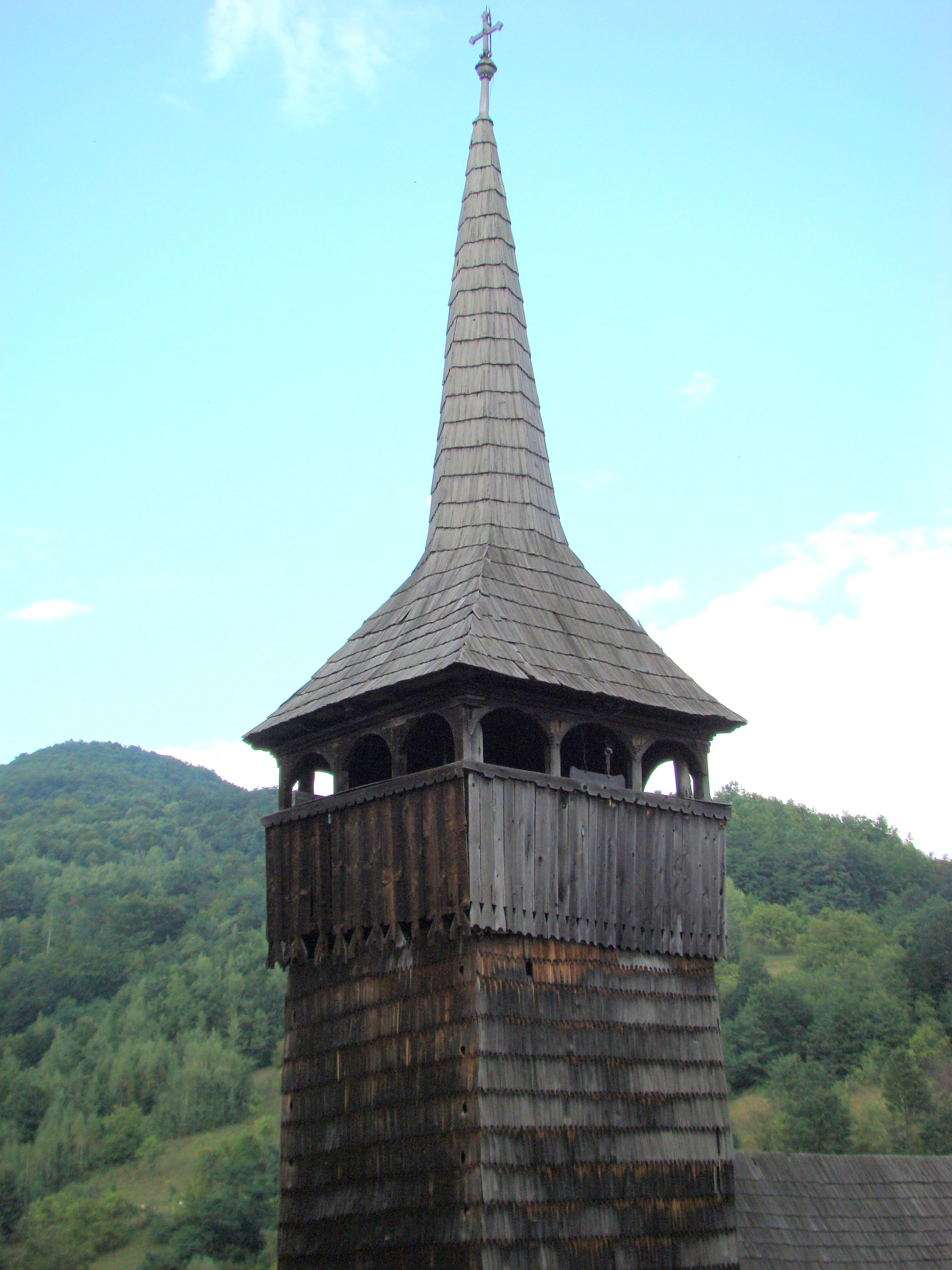
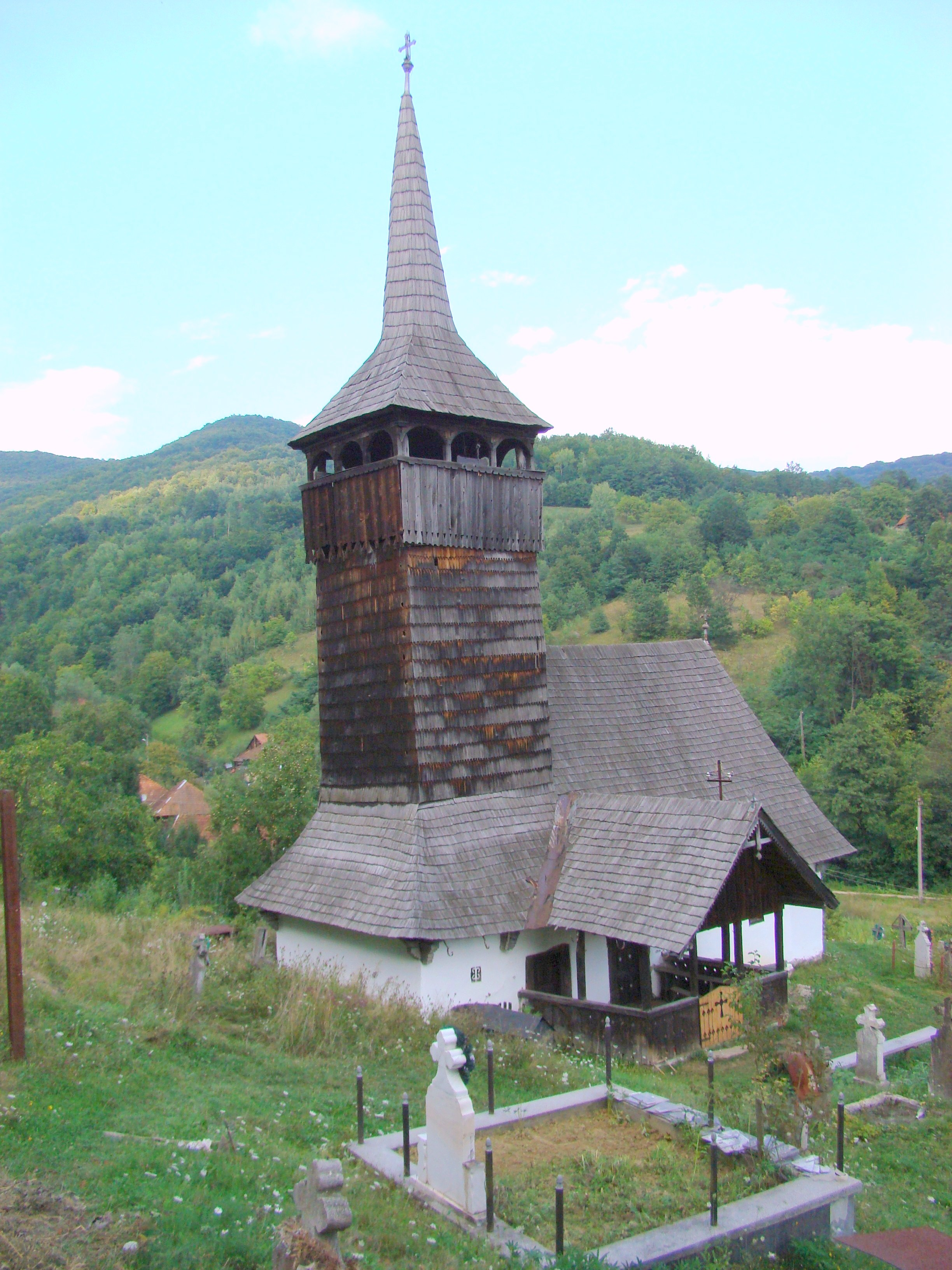
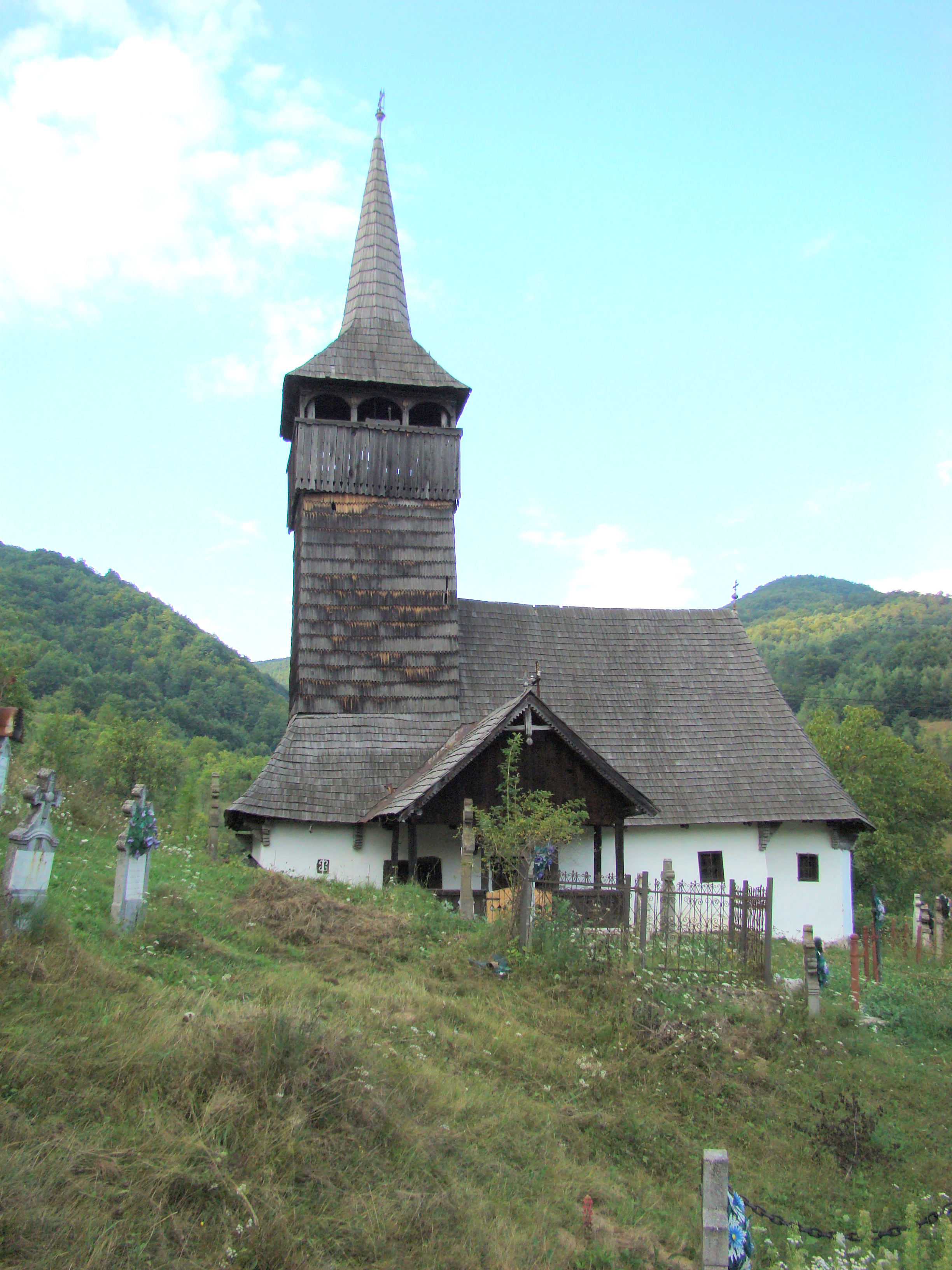
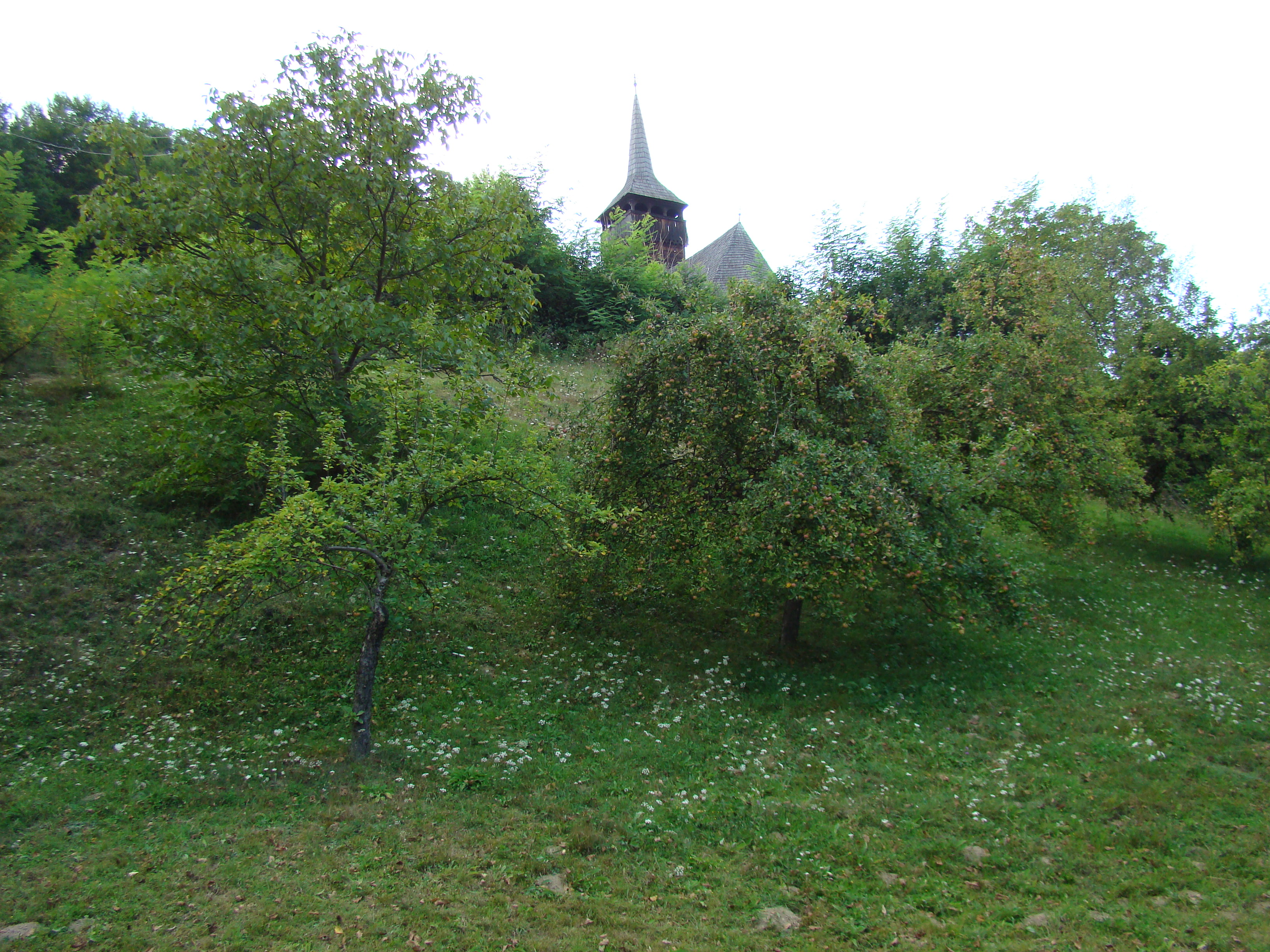
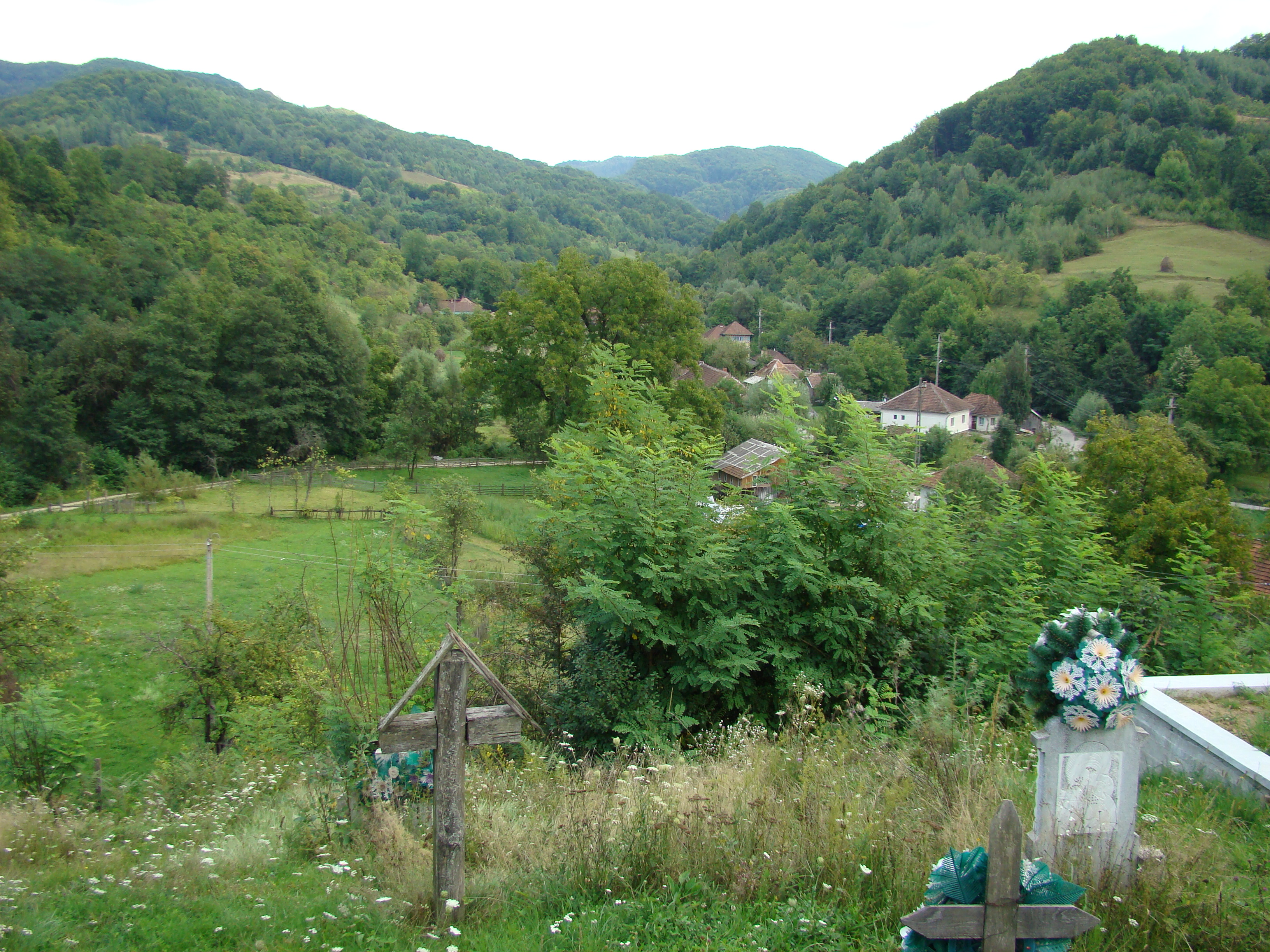
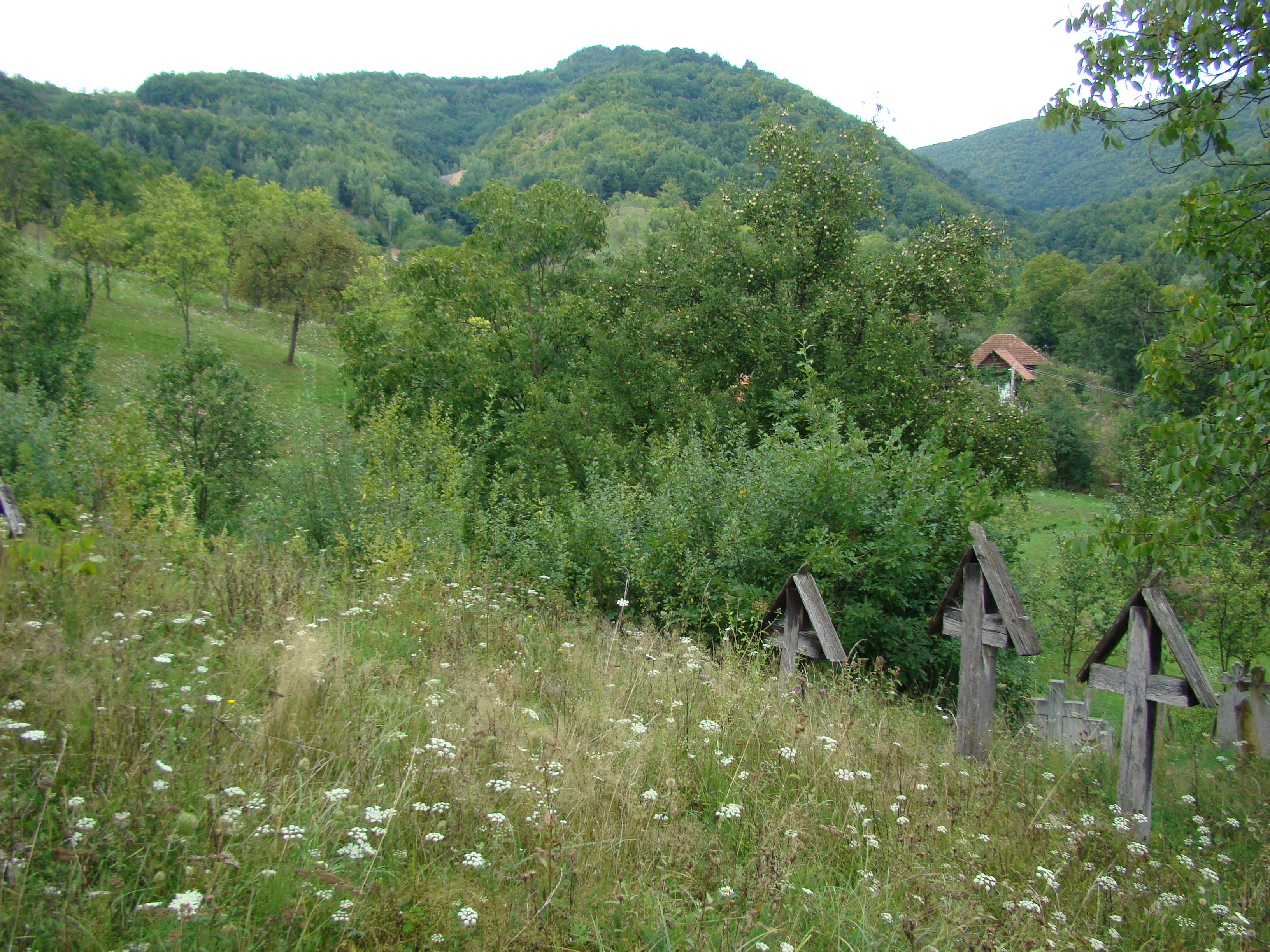